# Lijst van burgemeesters van Meeuwen (Aalburg)
Dit is een lijst van burgemeesters van de voormalige Nederlandse gemeente Meeuwen in de provincie Noord-Brabant.
Tot 1 augustus 1908 heette deze gemeente Meeuwen, Hill en Babyloniënbroek, vervolgens Meeuwen en per 1 mei 1923 ging de gemeente samen met Genderen en Drongelen op in de gemeente Eethen.

Gedurende enkele maanden, van 19 september 1814 tot 10 februari 1815, viel deze gemeente niet onder de provincie Noord-Brabant, maar onder Zuid-Holland.
| Ambtsperiode                  | Naam burgemeester                  | Leven     | Partij of stroming | Bijzonderheden |
| ----------------------------- | ---------------------------------- | --------- | ------------------ | --- |
| 1811 - 1816                   | K.S. de Jong                       |           |                    | Maire |
| 1816 - 1822                   | Abraham (A.) van Bleiswijk Parvé   | 1788-1832 |                    | Schout. Zoon van Hendrik André Parvé en Cornelia van Bleiswijk, eigenaren van Kasteel Meeuwen van 1792 tot 1832. Kleinzoon van Mr. Abraham van Bleiswijk, eigenaar van Kasteel Meeuwen van 1763 tot 1792. Was getrouwd met zijn nichtje Cornelia van Borcharen. |
| 1822 - 1832                   | Daniel Cornelis (D.C.) Parvé       | ???-1832  |                    | Schout/burgemeester |
| 6 juli 1832 - 1847            | Pieter Adriaan (P.A.) van Buuren   | 1788-1847 |                    | Vader van Thomas Jacominus (T.J.) van Buuren |
| 1848 - 1878                   | Johannes Straver                   |           |                    | |
| 1878 - 1 juli 1899            | Thomas Jacominus (T.J.) van Buuren | 1816-1902 |                    | Zoon van Pieter Adriaan (P.A.) van Buuren |
| 3 augustus 1899 - 15 mei 1905 | Johannes Hendrik (J.H.) van Wessem | 1872-1933 |                    | Aansluitend burgemeester van Geldermalsen |
| juli 1905 - 23 oktober 1913   | Jacobus (J.) Oerlemans             | 1854-1913 |                    | Kleinzoon van Willem Janszn. Millenaar. In dezelfde periode tevens burgemeester van Drongelen. In (een deel van?) dezelfde periode tevens lid van de Provinciale Staten van Noord-Brabant                                                                       |
| 16 januari 1914 - 1 mei 1923  | D.F. Brune (Dirk Frederik?)        | 1871-1949 |                    | In vrijwel dezelfde periode tevens burgemeester van Genderen en Drongelen. Aansluitend burgemeester van Eethen |